# Ministerul Public
Ministerul Public este constituit din totalitatea unităților de parchet din țară și reprezintă, alături de instanțe si de Consiliul Superior al Magistraturii, autoritatea judecătorească în România.

## Istoric

### Originea sintagmei ”Ministerul Public”
Ministerul Public  reprezintă, în cadrul sistemului jurisdicțional, o singularitate a țărilor de drept romano-germanic, având ca arhetip modelul francez, cu o tradiție care urcă până la domnia regelui Filip al IV-lea (zis „cel Frumos”, 1285-1341). Păzitori ai drepturilor regale și apărători ai interesului public, însărcinați cu urmărirea infractorilor și cu protecția celor slabi, „oamenii regelui” au exercitat până la Revoluția Franceză din 1789 un Minister Public pe care reformele napoleoniene l-au preluat și perpetuat până în zilele noastre.
Sintagma „Minister Public” prezintă un dublu înțeles. Pe de o parte, ea desemnează ansamblul magistraților însărcinați de către societate să exercite acțiunea publică; pe de o altă parte, expresia privește magistratul care, în ședința de judecată, reprezintă statul, societatea. Acești magistrați constituie, pe lângă jurisdicțiile represive (instanțe), ceea ce se denumește astăzi ”parchetul”.
Originea termenului de ”parchet” rămâne controversată. Într-una dintre variante, termenul ar fi început să fie utilizat întrucât procurorul regelui (reprezentantul său în ședințele de judecată, ce era în ultimă instanță apărătorul statului), în cadrul ședințelor de judecată, își exercita rolul său pe parchetul sălii de ședință, și nu pe estrada rezervată tribunalului. Din această diferență a rezultat și expresia „magistratura în picioare”, înfăptuită de procurori, în contrapondere cu „magistratura de scaun”, ce-i desemnează pe judecători. Indiferent de originea ce-i este atribuită, ”Ministerul Public” avea înțelesul de „corp aparte”, fiind produsul sistemului jurisdicțional francez, această instituție neregăsindu-se nici în dreptul roman, nici în celelalte sisteme judiciare antice și medievale.

### Ministerul Public din România
În România, Ministerul Public este parte a autorității judecătorești, iar apariția sa este strâns legată de cea a instanței supreme sub formula Înaltei Curți de Casație și Justiție, concepută ca un element principal al statului unitar român modern, de tip european. Înalta Curte de Casație și Justiție a fost instalată la 15/28 martie 1862, dată fixată prin decretul domnesc al lui Alexandru Ioan Cuza, care a desemnat componența primei Curți de Casație și Justiție a României și a primului său Parchet. Primul procuror general a fost Mihail Kogălniceanu, care însă nu a acceptat demnitatea, demisionând a doua zi. Ulterior, funcția a fost ocupată de numeroase personalități ale dreptului și culturii românești.
Prin Legea de organizare judiciară din 9 iulie 1865, Ministerul Public a fost organizat după principiile stabilite în Franța, țara de origine a instituției. Conform acestei legi, procurorii erau organizați în parchete pe lângă instanțele judecătorești, cu misiunea de a reprezenta societatea, de a supraveghea respectarea legilor în activitatea judiciară și executarea hotărârilor. 
După Marea Unire din 1918, principiile organizării judiciare astfel legiferate au fost extrapolate la nivelul întregii țări. 
După 1945, ca urmare a schimbărilor politice majore, organizarea judecătorească a intrat sub influența modelului sovietic. Primul pas l-a constituit Decretul nr. 2 din 22 aprilie 1948 privind organizarea și funcționarea Parchetului, prin care s-a stipulat că principala sarcină a acestei instituții era vegherea la urmărirea și pedepsirea crimelor împotriva ordinii și libertății democratice a intereselor economice, independenței naționale și suveranității statului român. 
Subordonarea politică a sistemului judiciar a fost desăvârșită prin Legea nr. 6/1952 pentru înființarea și organizarea Procuraturii, prin care a fost eliminată sintagma „Ministerul Public” și a fost înlocuită cu ”Procuratura”. Noua instituție era subordonată exclusiv organului suprem al puterii de stat și Consiliului de Miniștri, iar procurorul general era numit de Marea Adunare Națională. Prin legea respecticvă, Procuratura Generală a fost înființată ca aparat central de conducere a tuturor unităților de procuratură din țară. 
Odată cu adoptarea Legii nr. 60/1968 pentru organizarea și funcționarea Procuraturii, a Codului penal și a Codului de procedură penală, au fost însă reintroduse în legislație unele principii procesual penale europene, stipulându-se că atribuțiile organelor procuraturii se exercitau numai în baza legii și a dispozițiilor organelor ierarhic superioare.
Căderea regimului comunist a adus, în mod firesc, schimbări majore în sistemul judiciar românesc, în primul rând prin noua Constituție a României, din decembrie 1991, modificată și completată în 2003. 
Legea nr. 92/1992 pentru organizarea judecătorească, ce a intrat în vigoare la 1 iulie 1993, în conformitate cu prevederile constituționale din 1991, a reintrodus termenul de „Minister Public", punând bazele organizării și funcționării noii instituții. Printre prevederile cele mai importante s-au numărat recunoașterea calității de magistrat pentru procuror și statuarea dreptului acestuia la stabilitate în funcție.
De asemenea, prin prin această lege a fost eliminată atribuția de supraveghere generală a procurorilor, păstrându-li-se numai atribuțiile judiciare.
Reformarea legislației a continuat în 1996, când a fost eliminată denumirea de Parchet General și a fost instituită funcția de procuror general al parchetului de pe lângă curtea de apel.
Prin revizuirea legii fundamentale în anul 2003 s-a întărit locul „Autorității judecătorești” ca putere în stat și, implicit, rolul Ministerului Public și statutul procurorului. În cadrul procesului de pregătire a aderării la Uniunea Europeană, revizuirea a fost urmată de înlocuirea Legii nr. 92/1992 cu Legea nr. 303/2004 privind statutul magistraților (denumire modificată în 2005 prin înlocuirea termenului „magistrați” cu „judecători și procurori”), Legea nr. 304 din 28 mai 2004 privind organizarea judiciară și Legea nr. 317/2004 privind Consiliul Superior al Magistraturii , legi prin care s-a urmărit reformarea justiției. Prin acestea s-a consfințit independența procurorului în soluțiile pe care le dispune, iar cariera magistratului a trecut în competența Consiliului Superior al Magistraturii, fiind reglementate, totodată, și noile structuri specializate de combatere a corupției și crimei organizate.
În prezent, sunt în curs de adoptare modificări controversate  la legile mai sus menționate, denumite generic ”legile justiției”.

## Atribuții

### Prevederi constituționale – principii
Ministerul Public este definit în Constituția României , în Titlul III, Capitolul VI (art. 124 – 134), intitulat ”Autoritatea judecătorească”. Legea fundamentală statuează că, alături de instanțe, Ministerul Public este parte componentă a autorității judecătorești. 
Atribuțiile Ministerului Public în ansamblul arhitectural al statului sunt precizat în art. 131 din Constituție, intitulat ”Rolul Ministerului Public”:
1. În activitatea judiciară, Ministerul Public reprezintă interesele generale ale societății și apără ordinea de drept, precum și drepturile și libertățile cetățenilor.
2. Ministerul Public își exercită atribuțiile prin procurori constituiți în parchete, în condițiile legii.
3. Parchetele funcționează pe lângă instanțele de judecată, conduc și supraveghează activitatea de cercetare penală a poliției judiciare, în condițiile legii”.

Activitatea procurorilor, prin care Ministerul Public își exercită atribuțiile, este reglementată în art. 132 din legea fundamentală, intitulat ”Statutul procurorilor”: 
- LEGALITATEA, ca principiu ce fundamentează activitatea procurorilor, presupune că, în vederea protejării unui interes public, aceștia trebuie să acționeze în modul și prin mijloacele prevăzute de lege ori de câte ori sunt întrunite condițiile. Procurorii nu pot acționa decât în Iimitele competențelor lore, prin mijloacele și în cazurile stabilite prin dispozițiile legale. Cu alte cuvinte, își exercită atribuțiile numai în temeiul legii. Misiunea specifică de esență a Ministerului Public este asigurarea respectării legii.

- IMPARȚIALITATEA, al doilea principiu din enumerarea legiuitorului constituant, trebuie înțeles în cheia prevederilor art. 16 din Constituție care statuează că "Nimeni nu este mai presus de lege".  Procurorii sunt reprezentanți ai întregii societăți, apără ordinea de drept, drepturile și libertăților cetățenilor și în activitatea lor nu le este permis să țină cont de calitatea persoanelor cercetate. Totodată, ei trebuie să se asigure că acest principiu este respectat și de cei a căror activitate o supraveghează.

- SUBORDONAREA IERARHICĂ, probabil cel mai dezbătut principiu al activității Ministerului Public, se concretizează în aceea că procurorii din fiecare  parchet sunt subordonați conducătorului acelui parchet, iar acesta din urmă este subordonat conducătorului parchetului ierarhic superior din aceeași circumscripție teritorială. Dispozițiile procurorului ierarhic superior sunt obligatorii pentru procurorii din subordine, în limitele respectării legii. În soluțiile dispuse însă procurorul este independent, în condițiile prevăzute de lege. În cazul dispozițiilor contrare legii, procurorul ierarhic superior poate să îndeplinească oricare dintre atribuțiile procurorilor din subordine și, în plus, să suspende ori să infirme actele și dispozițiile contrare legii.

### Atribuțiile procurorilor
Atribuțiile procurorilor sunt prevăzute în Capitolul II, Secțiunea a 5-a din Codul de procedură penală  , care la art. 55 alin. 2 stipulează că ”procurorii sunt constituiți în parchete care funcționează pe lângă instanțele judecătorești și își exercită atribuțiile în cadrul Ministerului Public”, atribuțiile acestora în cadrul procesului penal fiind enumerate în art. 55 alin. 3:
- supraveghează sau efectuează urmărirea penală;
- sesizează judecătorul de drepturi și libertăți și instanța de judecată;
- exercită acțiunea penală;
- exercită acțiunea civilă, în cazurile prevăzute de lege:
- încheie acordul de recunoaștere a vinovăției, în condițiile legii;
- formulează și exercită contestațiile și căile de atac prevăzute de lege împotriva hotărârilor judecătorești;
- orice alte atribuții prevăzute de lege.

### Competența procurorilor
Ca și atribuțiile, competența procurorilor este stipulată în Codul de procedură penală, la art. 56, potrivit căruia:
(1). Procurorul conduce și controlează nemijlocit activitatea de urmărire penală a poliției judiciare și a organelor de cercetare penală speciale, prevăzute de lege. De asemenea, procurorul supraveghează ca actele de urmărire penală să fie efectuate cu respectarea dispozițiilor legale.
(2). Procurorul poate să efectueze orice act de urmărire penală în cauzele pe care le conduce și le supraveghează.
(3) Urmărirea penală se efectuează, în mod obligatoriu, de către procuror:
a. în cazul infracțiunilor pentru care competența de judecată în primă instanță aparține Înaltei Curți de Casație și Justiție sau curții de apel;
b. în cazul infracțiunilor prevăzute la art. 188-191, art. 257,art. 276,art. 277,art. 279,art. 280-283 și art. 289-294 din Codul penal;
c. în cazul infracțiunilor săvârșite cu intenție depășită, care au avut ca urmare moartea unei persoane;
d. în cazul infracțiunilor pentru care competența de a efectua urmărirea penală aparține Direcției de Investigare a Infracțiunilor de Criminalitate Organizată și Terorism sau Direcției Naționale Anticorupție;
e. în alte cazuri prevăzute de lege.
(4) Urmărirea penală în cazul infracțiunilor săvârșite de militari se efectuează, în mod obligatoriu, de procurorul militar.
(5) Procurorii militari din cadrul parchetelor militare sau secțiilor militare ale parchetelor efectuează urmărirea penală potrivit competenței parchetului din care fac parte, față de toți participanții la săvârșirea infracțiunilor comise de militari, urmând a fi sesizată instanța competentă potrivit art. 44.
(6) Este competent să efectueze ori, după caz, să conducă și să supravegheze urmărirea penală procurorul de la parchetul corespunzător instanței care, potrivit legii, judecă în primă instanță cauza cu excepția cazurilor în care legea prevede altfel.”
Când anumite acte de urmărire penală trebuie să fie efectuate în afara razei teritoriale în care se face urmărirea, procurorul sau, după caz, organul de cercetare penală poate să le efectueze el însuși ori procurorul poate dispune efectuarea lor prin comisie rogatorie sau prin delegare, potrivit art. 59 din Codul de referitor la extinderea competenței teritoriale. 
În cazurile urgente, conform art. 60 din Cod, ”procurorul sau organul de cercetare penală, după caz, este obligat să efectueze actele de urmărire penală care nu suferă amânare, chiar dacă acestea privesc o cauză care nu este de competența acestuia. Lucrările efectuate în astfel de cazuri se trimit, de îndată, procurorului competent”.

### Atribuții de ordin administrativ
Ministerul Public este una dintre persoanele care au posibilitatea de a sesiza instanțele de contencios administrativ, în cazul vreunei încălcări a legii. Așadar, în cazul în care Ministerul consideră că, prin intermediul unui act administrativ individual a fost încălcat vreun drept sau un interes al vreunei persoane, act emis printr-un exces de putere, acesta poate sesiza instanța de contencios administrativ pe raza căreia persoana în cauză își are domiciliul și cere începerea unui proces. În această situație, petiționarul dobândește calitatea de reclamant, urmând a fi citat în această calitate.

## Structură
În actuala reglementare privind sistemul judiciar, arhitectura Ministerului Public este reprezentată de o structură piramidală, în vârf fiind situat Parchetul de pe lângă Înalta Curte de Casație și Justiție (a cărui denumire anterioară era Parchetul General). Pe celelalte trei nivele se situează, în ordine descendentă, parchetele de pe lângă curțile de apel (în număr de 15), parchetele de pe lângă tribunale (în număr de 42) și parchetele de pe lângă judecătorii (în număr de 188).
În cadrul fiecărui parchet funcționează un colegiu de conducere, iar în funcție de rangul ierarhic și dimensiunea parchetului, conducătorul acestuia poate fi ajutat de unul sau mai mulți adjuncți. 

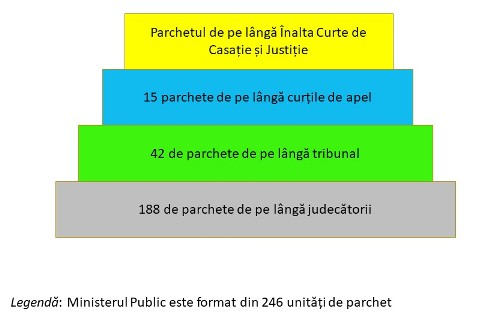

Pe lângă fiecare instanță militară funcționează câte un parchet militar.
Un loc aparte în Ministerul Public îl au parchetele militare care, ca urmare a intrării în vigoare a noului Cod de procedură penală, cu modificările și completările aduse prin Legea de punere în aplicare nr. 255/2013, sunt următoarele:
- parchetele militare de pe lângă tribunalele militare, situate în București, Cluj Napoca, Iași și Timișoara;
- Parchetul Militar de pe lângă Curtea Militară de Apel București.

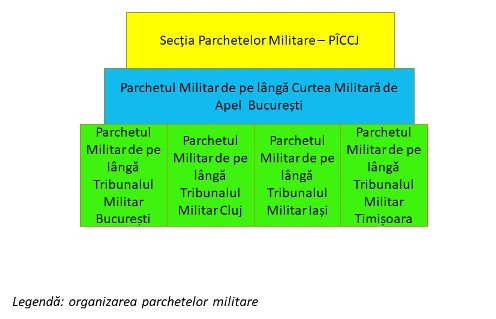

### A.	PARCHETUL DE PE LÂNGĂ ÎNALTA CURTE DE CASAȚIE ȘI JUSTIȚIE
Este condus de un procuror general  (ce este în mod implicit și cel care conduce  Ministerul Public), ajutat de un prim-procuror general adjunct și de un procuror general adjunct. În cadrul acestei unități de parchet funcționează un colegiu de conducere, care hotărăște asupra problemelor generale ale Ministerului Public. 
Parchetul de pe lângă Înalta Curte de Casație și Justiție este organizat în direcții, secții, servicii și birouri. Două dintre structuri - Direcția de Investigare a Infracțiunilor de Criminalitate Organizată și Terorism (DIICOT)  și Direcția Națională Anticorupție (DNA),  datorită competenței specializate și a structurii lor complexe, au personalitate juridică și propriile legi de funcționare. 
Secțiile operative ale Parchetului de pe lângă Înalta Curte de Casație și Justiție sunt Secția de urmărire penală și criminalistică și Secția parchetelor militare, în aceasta din urmă desfășurându-și activitatea procurori militari. 
Potrivit Regulamentului de organizare a parchetelor, Parchetul de pe lângă Înalta Curte de Casație și Justiție este format din următoarele structuri: 
I.	DIRECȚIA DE INVESTIGARE A INFRACȚIUNILOR DE CRIMINALITATE ORGANIZATĂ ȘI TERORISM (DIICOT)
II.	DIRECȚIA NAȚIONALĂ ANTICORUPȚIE (DNA)
III.	SECȚIA DE URMĂRIRE PENALĂ ȘI CRIMINALISTICĂ
IV.	SECȚIA PARCHETELOR MILITARE
V.	SECȚIA JUDICIARĂ
VI.	SECȚIA DE RESURSE UMANE ȘI DOCUMENTARE
VII.	SERVICIUL DE ÎNDRUMARE ȘI CONTROL
VIII.	SERVICIUL TEHNIC
IX.	SERVICIUL DE COOPERARE JUDICIARĂ INTERNAȚIONALĂ, RELAȚII INTERNAȚIONALE ȘI PROGRAME
X.	SERVICIUL DE DOCUMENTE CLASIFICATE
XI.	SERVICIUL DE TEHNOLOGIA INFORMAȚIEI
XII.	BIROUL DE INFORMARE ȘI RELAȚII PUBLICE
XIII.	BIROUL JURIDIC
XIV.	DEPARTAMENTUL ECONOMICO-FINANCIAR ȘI ADMINISTRATIV
XV.	DIRECȚIA DE AUDIT PUBLIC INTERN
XVI.	UNITATEA DE MANAGEMENT AL PROIECTELOR

### B.	PARCHETELE DE PE LÂNGĂ CURȚILE DE APEL
În cadrul Ministerului Public există 15 unități de parchet ce funcționează pe lângă cele 15 curți de apel din țară, aceste unități de parchet având personalitate juridică și fiind conduse de procurori generali. 
Parchetele de pe lângă curțile de apel sunt următoarele:
1. Parchetul de pe lângă Curtea de Apel Alba
2. Parchetul de pe lângă Curtea de Apel Bacău
3. Parchetul de pe lângă Curtea de Apel Brașov
4. Parchetul de pe lângă Curtea de Apel București
5. Parchetul de pe lângă Curtea de Apel Cluj
6. Parchetul de pe lângă Curtea de Apel Constanța
7. Parchetul de pe lângă Curtea de Apel Craiova
8. Parchetul de pe lângă Curtea de Apel Galați
9. Parchetul de pe lângă Curtea de Apel Iași
10. Parchetul de pe lângă Curtea de Apel Oradea
11. Parchetul de pe lângă Curtea de Apel Pitești
12. Parchetul de pe lângă Curtea de Apel Ploiești
13. Parchetul de pe lângă Curtea de Apel Suceava
14. Parchetul de pe lângă Curtea de Apel Tg.Mureș
15. Parchetul de pe lângă Curtea de Apel Timișoara

### C.	PARCHETELE DE PE LÂNGĂ TRIBUNALE
În total există 42 de parchete ce funcționează pe lângă cele 42 de tribunale, câte unul în fiecare județ al României, precum și unul în București. 
Parchetele de pe lângă tribunale au personalitate juridică, sunt conduse de prim-procurori și se subordonează unui parchet de pe lângă o curte de apel, astfel: